# Luise Jörissen
Luise Jörissen (* 11. Juli 1897 in Aachen; † 22. November 1987 in München) war eine deutsche Sozialarbeiterin, Gründerin und Leiterin katholischer Sozialschulen im In- und Ausland, Leiterin des Landesverbandes des Katholischen Fürsorgevereins für Mädchen, Frauen und Kinder.

## Leben und Wirken
Louise (laut Geburtsurkunde mit ou) Helene Maria Hubertine war das älteste von vier Kindern des Geschäftsmannes und späteren Reichstagsabgeordneten Franz Jörissen und dessen Ehefrau Ella, geb. Heucken. Ihre schulischen Ausbildungen absolvierte Luise Jörissen in Aachen und Köln, wo sie ihr Abitur ablegte. Folgend studierte sie Mathematik und Naturwissenschaften an den Universitäten in Münster und München. In letztgenannter Stadt lernte sie Ellen Ammann und ihre sozial/caritative Arbeit kennen. Folgend wechselte Luise Jörissen ihr Studium und studierte u. a. Volkswirtschaftslehre, Philosophie, Finanzwissenschaften und Sozialpolitik, da man seinerzeit mit diesen universitären Fächern in gehobener Position innerhalb der Wohlfahrtspflege tätig werden konnte. 1920 promovierte zum Dr. oec. Ihre historielogische Dissertation lautete: Über die Säkularisation der altbayerischen Prälatenklöster. Ihre finanziellen Gründe und Ergebnisse.
Nach einer kurzen Tätigkeit in betrieblicher Sozialarbeit in München arbeitete Luise Jörissen von 1923 bis 1925 als Referentin für bestimmte Fürsorgefragen des Diözesancaritasverbandes Köln. Von 1925 bis 1929 leitete sie, auf Wunsch von Ellen Ammann, die Sozial-caritative Frauenschule in München. Die dortige Ausbildung erweiterte sie durch die Betonung der pastoralen Komponente. Dadurch wurde den „Seminaristinnen“ die Möglichkeit angeboten, innerhalb ihrer Ausbildung auch die Missio canonica zu erwerben.
1929 wurde sie von der Union Catholique Internationale de Service Sociale gebeten, in Santiago de Chile eine katholische Soziale Frauenschule aufzubauen und zu leiten. Nachdem ihre Schülerinnen diese übernehmen konnten, kehrte Luise Jörissen 1933 nach Deutschland zurück und wurde bald darauf erneut aufgefordert eine Soziale Frauenschule zu gründen und zu leiten, diesmal in Lima. Luise Jörissen leitete bis 1942 die Einrichtung, die sie aufgrund der peruanischen Kriegserklärung an Nazi-Deutschland verlassen musste.
Ab 1943 engagierte sie sich in der Dortmunder Zentrale des Katholischen Fürsorgevereins für Mädchen, Frauen und Kinder (heute: Sozialdienst Katholischer Frauen). Drei Jahre später wurde sie mit der Gründung und Leitung einer Landesstelle Bayern des konfessionell gebundenen Fürsorgevereins beauftragt. Bis 1970 leitete sie die Landesstelle.

## Ehrungen
- 1952 Bundesverdienstkreuz am Bande
- 1967 Pro Ecclesia et Pontifice
- 1976 Verdienstorden Al Merito (Peru)

## Schriften
- Zum Beruf der Sozialbeamtin. In: Bayerisches Frauenland. 1926, S. 11–12 u. 18–19.
- Chilenische Bemerkungen zu Karl Adams „Christus und der Geist des Abendlandes“, in: Die christliche Frau 27 (1929), S. 343–348.
- Ein soziologisches Experiment. In: Die Christliche Frau. 1931, S. 111–115.
- Um das Bewahrungsgesetz. In: Frauenland. Organ des Katholischen Deutschen Frauenbundes 35 (9/10), 1952, S. 121–123.
- Die Lage der Prostitution in Deutschland. o. O. 1956.
- Möglichkeiten und Aussichten zur Gefährdetenfürsorge. In: Stimmen der Zeit, 1959, S. 452–462.